# خط عرض 66° شمال
خط عرض 66° شمال هي إحدى دوائر العرض الجغرافية، وهي دوائر وهمية تحيط بالكرة الأرضية، وموازية لخط الاستواء، وتتميز هذه الدائرة بأن الأراضي الواقعة عليها تنتمي للمنطقة القطبية.

## حول العالم
خط عرض 66° شمال يبدأ من خط الزوال الأولي ويتجه شرقا ويمر عبر:
| الإحداثيات                           | البلد أو الإقليم أو البحر       | ملاحظات |
| ------------------------------------ | ------------------------------- | --- |
| 66°0′N 0°0′E / 66.000°N 0.000°E      | المحيط الأطلسي                  | بحر النرويج |
| 66°0′N 12°13′E / 66.000°N 12.217°E   | النرويج                         | جزر Nord-Herøy وAlsten, و the mainland (نوردلاند) |
| 66°0′N 14°33′E / 66.000°N 14.550°E   | السويد                          | |
| 66°0′N 24°2′E / 66.000°N 24.033°E    | فنلندا                          | |
| 66°0′N 30°0′E / 66.000°N 30.000°E    | روسيا                           | |
| 66°0′N 34°37′E / 66.000°N 34.617°E   | البحر الأبيض                    | |
| 66°0′N 40°54′E / 66.000°N 40.900°E   | روسيا                           | |
| 66°0′N 179°45′W / 66.000°N 179.750°W | بحر بيرنغ                       | Gulf of Anadyr |
| 66°0′N 178°52′W / 66.000°N 178.867°W | روسيا                           | شبه جزيرة تشوكشي |
| 66°0′N 170°11′W / 66.000°N 170.183°W | بيرنغ (مضيق)                    | |
| 66°0′N 166°58′W / 66.000°N 166.967°W | الولايات المتحدة                | ألاسكا |
| 66°0′N 141°0′W / 66.000°N 141.000°W  | كندا                            | يوكون (إقليم) الأقاليم الشمالية الغربية - لحوالي 16 km يوكون (إقليم) - لحوالي 16 km الأقاليم الشمالية الغربية - لحوالي 9 km يوكون (إقليم) - لحوالي 8 km الأقاليم الشمالية الغربية - مرورا عبر بحيرة الدب العظيم نونافوت |
| 66°0′N 86°4′W / 66.000°N 86.067°W    | Roes Welcome Sound              | |
| 66°0′N 85°9′W / 66.000°N 85.150°W    | كندا                            | نونافوت - الجزيرة البيضاء [لغات أخرى]‏ |
| 66°0′N 84°53′W / 66.000°N 84.883°W   | Frozen Strait                   | |
| 66°0′N 84°22′W / 66.000°N 84.367°W   | كندا                            | نونافوت - جزيرة فانسيتارت [لغات أخرى]‏ |
| 66°0′N 83°52′W / 66.000°N 83.867°W   | حوض فوكس                        | |
| 66°0′N 83°33′W / 66.000°N 83.550°W   | كندا                            | نونافوت - Nunaariatjuaq Island |
| 66°0′N 83°30′W / 66.000°N 83.500°W   | حوض فوكس                        | |
| 66°0′N 74°17′W / 66.000°N 74.283°W   | كندا                            | نونافوت - بافن (جزيرة) |
| 66°0′N 67°0′W / 66.000°N 67.000°W    | خليج كمبرلاند ساوند [لغات أخرى]‏ | |
| 66°0′N 65°57′W / 66.000°N 65.950°W   | كندا                            | نونافوت - بافن (جزيرة) |
| 66°0′N 61°59′W / 66.000°N 61.983°W   | مضيق دافيس                      | |
| 66°0′N 53°27′W / 66.000°N 53.450°W   | جرينلاند                        | Serfartooq |
| 66°0′N 37°50′W / 66.000°N 37.833°W   | Sermilik                        | |
| 66°0′N 35°46′W / 66.000°N 35.767°W   | جرينلاند                        | Moroene |
| 66°0′N 35°44′W / 66.000°N 35.733°W   | المحيط الأطلسي                  | مضيق الدنمارك |
| 66°0′N 23°48′W / 66.000°N 23.800°W   | آيسلندا                         | إقليم المضايق peninsula |
| 66°0′N 21°19′W / 66.000°N 21.317°W   | المحيط الأطلسي                  | Húnaflói |
| 66°0′N 20°25′W / 66.000°N 20.417°W   | آيسلندا                         | |
| 66°0′N 14°38′W / 66.000°N 14.633°W   | المحيط الأطلسي                  | بحر غرينلاند بحر النرويج |